# 807 (numero)
Ottocentosette (807) è il numero naturale dopo l'806 e prima dell'808.

## Proprietà matematiche
- È un numero dispari.
- È un numero composto con 4 divisori:  1, 3, 269, 807. Poiché la somma dei suoi divisori (escluso il numero stesso) è 538 < 807, è un numero difettivo.
- È un numero semiprimo.
- È un numero congruente.
- È un numero intero privo di quadrati.
- È un numero malvagio.
- È parte delle terne pitagoriche (207, 780, 807), (807, 1076, 1345), (807, 36176, 36185), (807, 108540, 108543), (807, 325624, 325625).
- È un numero palindromo e un numero ondulante nel sistema di numerazione posizionale a base 26 (151).

## Astronomia
- 807 Ceraskia è un asteroide della fascia principale del sistema solare.
- NGC 807 è una galassia ellittica della costellazione del Triangolo.

## Astronautica
- Cosmos 807 è un satellite artificiale russo.

## Altri ambiti
- La Peugeot 807 è una autovettura monovolume di grossa taglia prodotta dal 2002 al 2014 dalla Casa francese Peugeot.